# Mrnjavčević
Die Mrnjavčević waren eine serbische Adelsfamilie:
Bekannte Angehörige:
- Mrnja

- Vukašin Mrnjavčević (ca. 1320–1371) ⚭ Jevrosima

- Marko Mrnjavčević (1335–1395) ⚭ Jelena
- Andrijaš
- Ivaniš
- Dimitar Kraljević
- Olivera ⚭ Đurađ I. Balšić
- Milica ⚭ Stracimir Balšić

- Đurađ II. Balšić

- Jovan Uglješa (? – 1371) ⚭ Jefimija

- Uglješa